# Polana pod Dębiną
Polana pod Dębiną zwana też Polaną Bielańską – polana w Lesie Wolskim w Krakowie. Położona jest na wysokości 284 m n.p.m. na Bielańskiej Przełęczy między Ostrą Górą (347 m) a Srebrną Górą (ok. 317 m), na której znajduje się kościół i klasztor kamedułów na Bielanach. Polana znajduje się tuż po północnej stronie tego klasztoru. Powstała wskutek wycięcia drzew wykorzystanych przy budowie tego kościoła. Na miejscu wyciętych drzew posadzono dęby. Dawniej na polanie tej młodzież krakowska odbywała spotkania zwane majówkami i lekcje przyrody w terenie. Obecnie polana jest popularnym miejscem spaceru i odpoczynku mieszkańców Krakowa. Najliczniej odwiedzana jest w Zielone Świątki, wówczas bowiem na Bielanach odbywa się odpust.
Polana znajduje się na przedłużeniu Alei Wędrowników prowadzącej do kościoła i klasztora kamedułów. Znajduje się na niej wiata turystyczna, ławki oraz tablice informacyjne i turystyczne, w tym tablica z mapą Lasu Wolskiego. Polana jest dużym węzłem szlaków turystycznych i ścieżek spacerowych.
W Lesie Wolskim jest jeszcze kilka innych polan: Polana im. Wincentego Wobra, Polana im. Jacka Malczewskiego, Polana na Sowińcu, Polana Harcerska.

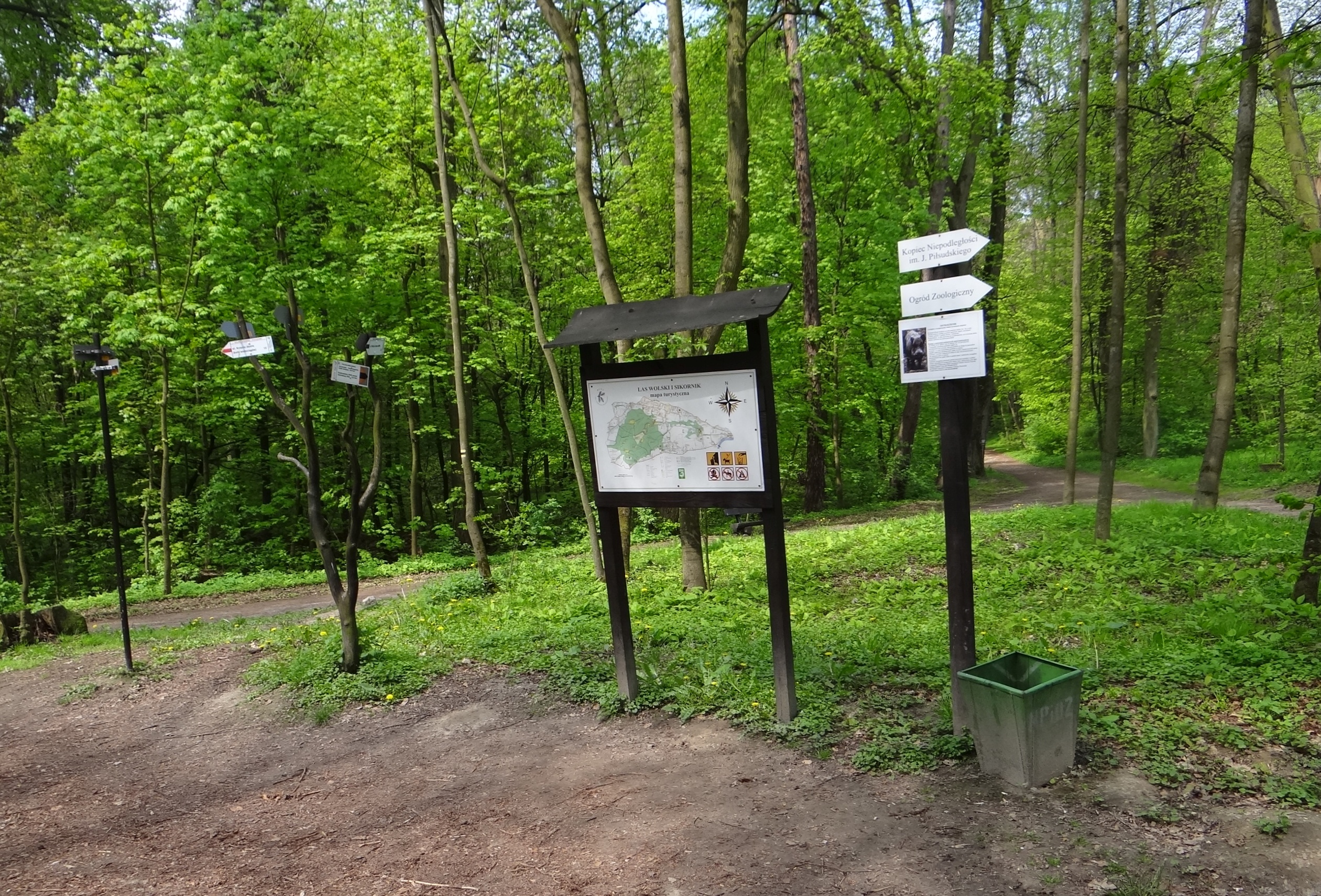
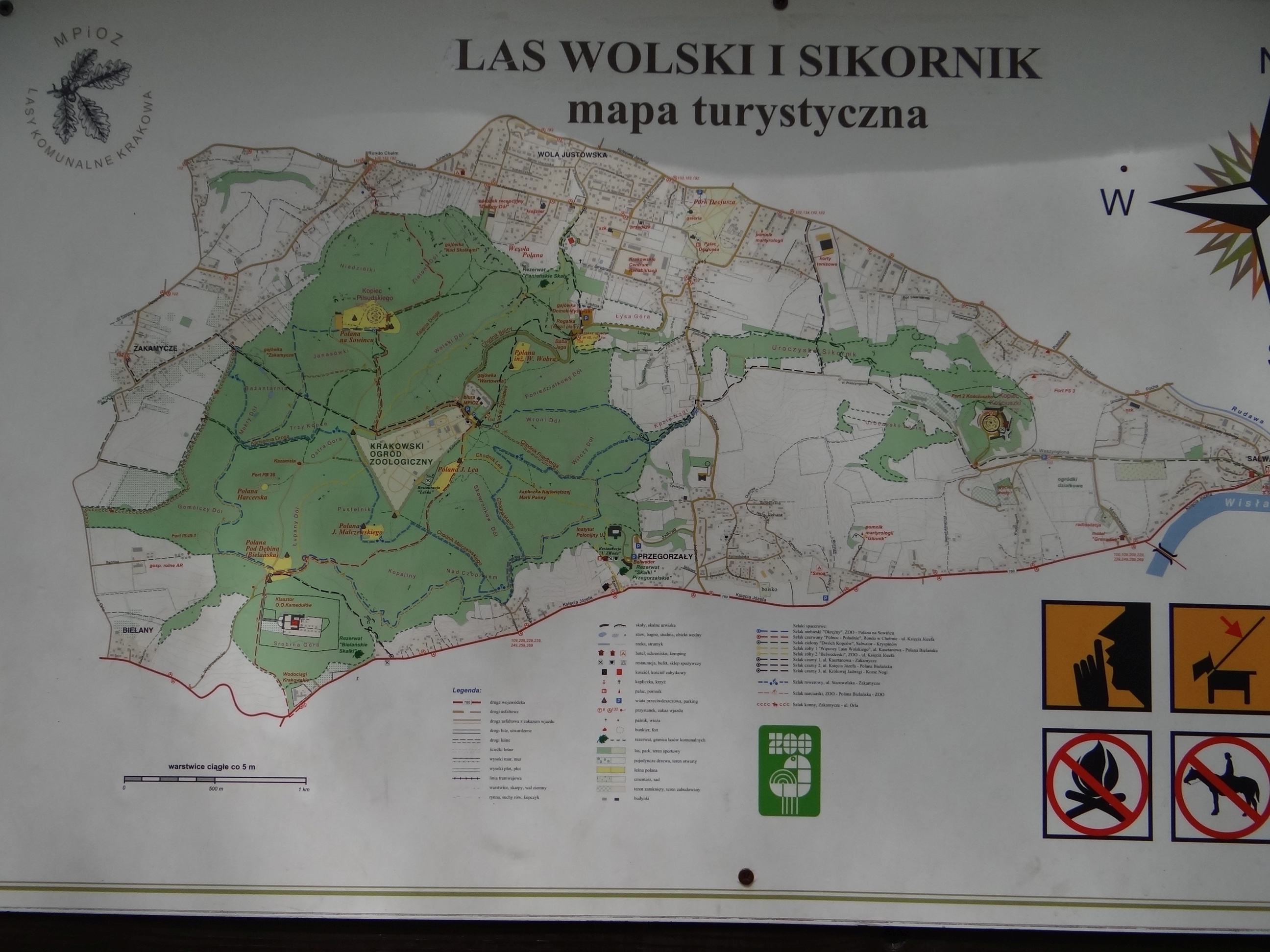
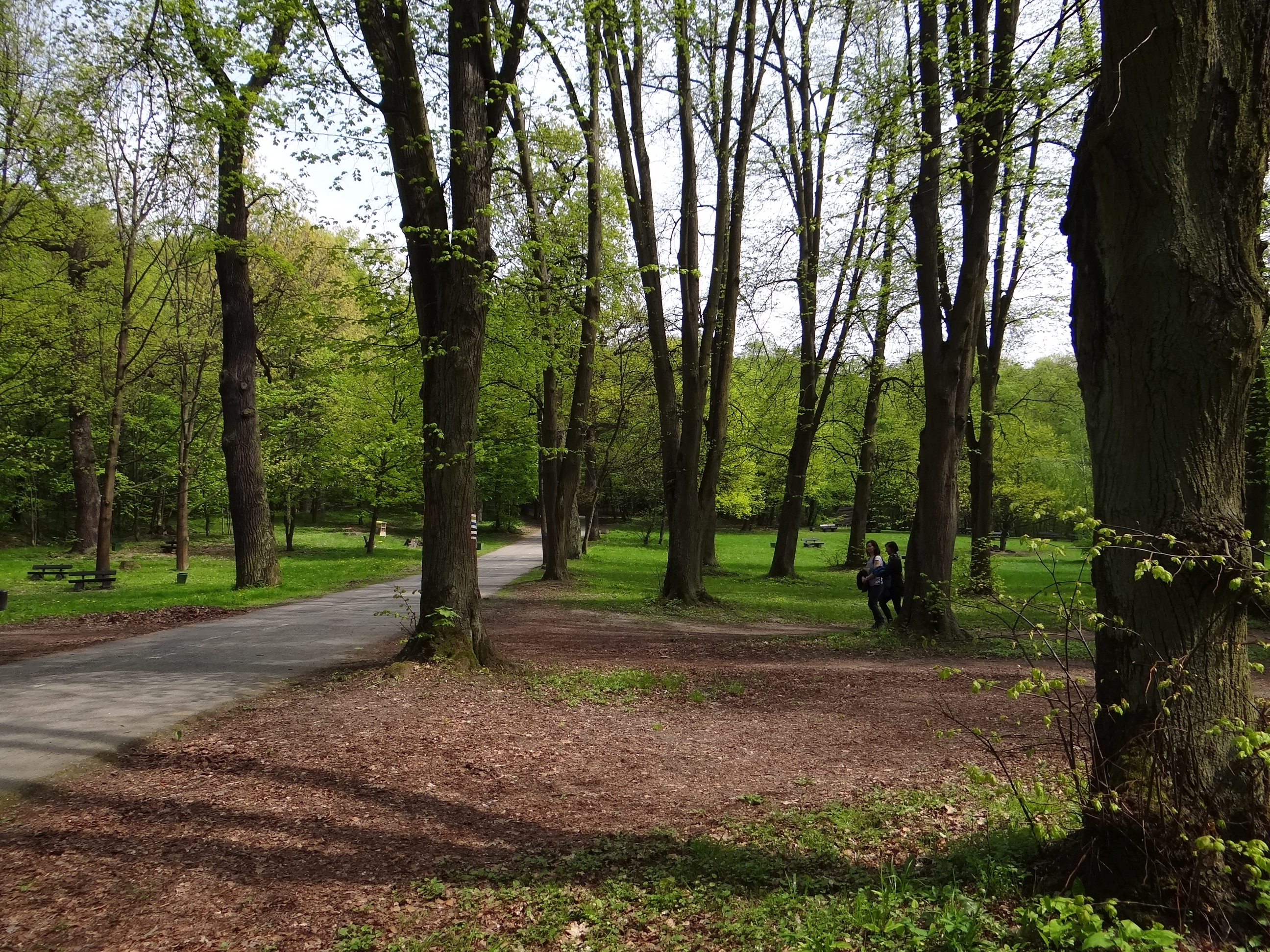
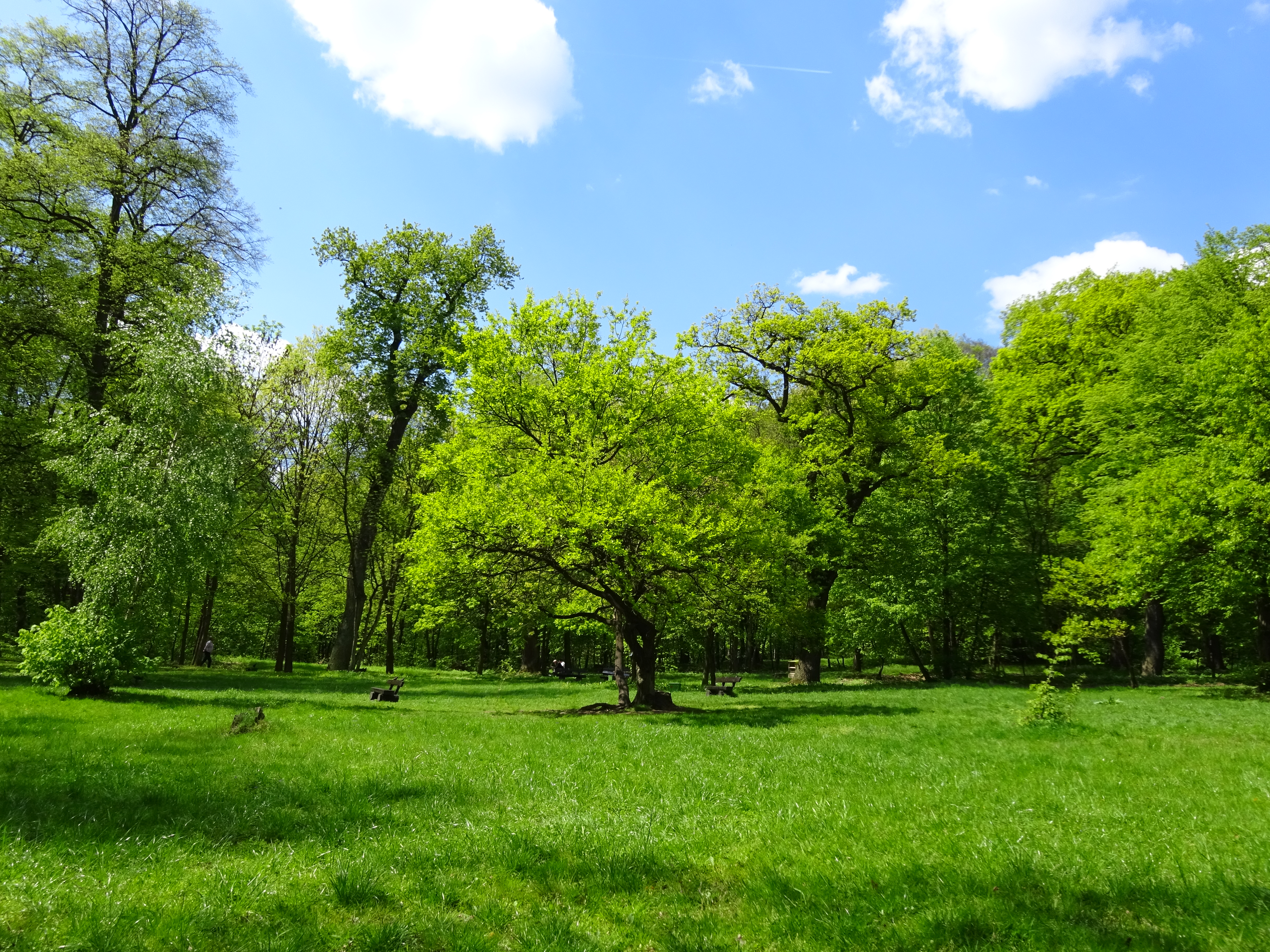
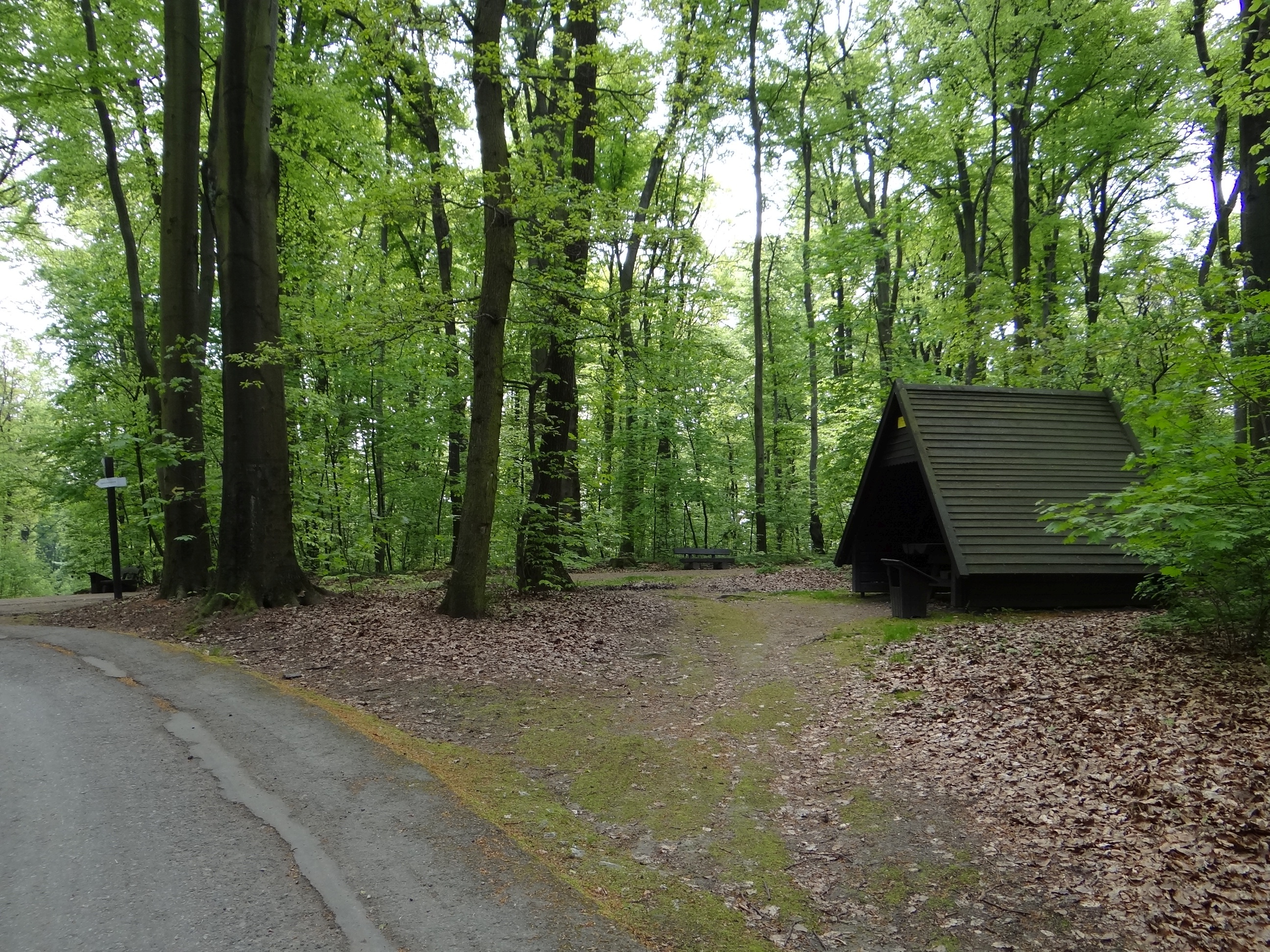

## Szlaki turystyczne
Chełm – Kopiec Piłsudskiego na Sowińcu – Ogród Zoologiczny na Pustelniku – Polana pod Dębiną – Bielany (Wodociągi). Z Bielan (Wodociągi) na Polanę pod Dębiną odległość 1,1 km, suma podejść 97 m, czas przejścia 25 min, z powrotem 20 min,
 Kopiec Piłsudskiego na Sowińcu – Polana pod Dębiną – Kozie Nogi – Ogród Zoologiczny na Pustelniku. Odległość 2,4 km, suma podejść 38 m, czas przejścia 45 min, z powrotem 40 min,
 Przegorzały (ul. Księcia Józefa) – Łupany Dół – Polana pod Dębiną (Polana Bielańska). Odległość 800 m, suma podejść 94 m, czas przejścia 20 min, z powrotem 10 min.